# Chiesa di Notre-Dame-d'Auteuil
La chiesa di Nostra Signora di Auteuil (in francese église Notre-Dame-d'Auteuil) è un luogo di culto cattolico di Parigi, situato nel quartiere Auteuil, nel XVI arrondissement. La chiesa è sede dell'omonima parrocchia, appartenente all'arcidiocesi di Parigi.
La chiesa si trova nei pressi della stazione della metropolitana di Parigi Église d'Auteuil (linea ).

## Storia
Auteuil si sviluppò nell'XI secolo a ovest della città di Parigi, sulla riva destra della Senna, e nel 1192 divenne parrocchia autonoma per volere del vescovo di Parigi Maurice de Sully. Con la Rivoluzione francese, nel 1790 divenne comune autonomo e tale rimase fino al 1860 quando, con l'ampliamento della cinta daziaria di Parigi, venne in parte inglobato all'interno della città (area centro-settentrionale), in parte annesso al comune di Boulogne-Sur-Seine (area meridionale).
Una prima chiesa venne edificata nel borgo nell'XI secolo; in stile romanico e dedicata alla Madonna, venne ricorstruita nel XII secolo e, successivamente, fu più volte oggetto di rimaneggiamenti. Nella seconda metà del XIX secolo, divenuta insufficiente per il numero della popolazione, il parroco Pierre-Henri Lamazou (che sarebbe poi diventato vescovo di Limoges nel 1881 e successivamente di Amiens) decise di sostituirla con un edificio di culto più grande e adatto alle nuove esigenze del quartiere; il progetto venne affidato all'architetto diocesano Joseph Auguste Émile Vaudremer. I lavori iniziarono nel 1877 e si protrassero fino al 1884, anno in cui la chiesa venne aperta al culto. L'11 febbraio dell'anno successivo venne inaugurato l'organo a canne costruito da Aristide Cavaillé-Coll, con un concerto di Charles-Marie Widor e Henri Dallier.

## Descrizione

### Architettura e misure
La chiesa di Nostra Signora d'Auteuil venne progettata da Joseph Auguste Émile Vaudremer in stile eclettico, con elementi tipici dell'architettura neoromanica e di quella neobizantina. Di seguito le principali misure e dimensioni della chiesa:
| Parametro                       | Misura  |
| ------------------------------- | ------- |
| Lunghezza                       | 63,50 m |
| Larghezza della navata centrale | 9,60 m  |
| Larghezza delle navate laterali | 3,65 m  |
| Larghezza del transetto         | 20,00 m |

| Parametro                     | Misura  |
| ----------------------------- | ------- |
| Altezza della navata centrale | 19,40 m |
| Altezza interna della cupola  | 27,70 m |
| Altezza della cripta          | 5,50 m  |
| Altezza del campanile         | 51,00 m |

### Esterno

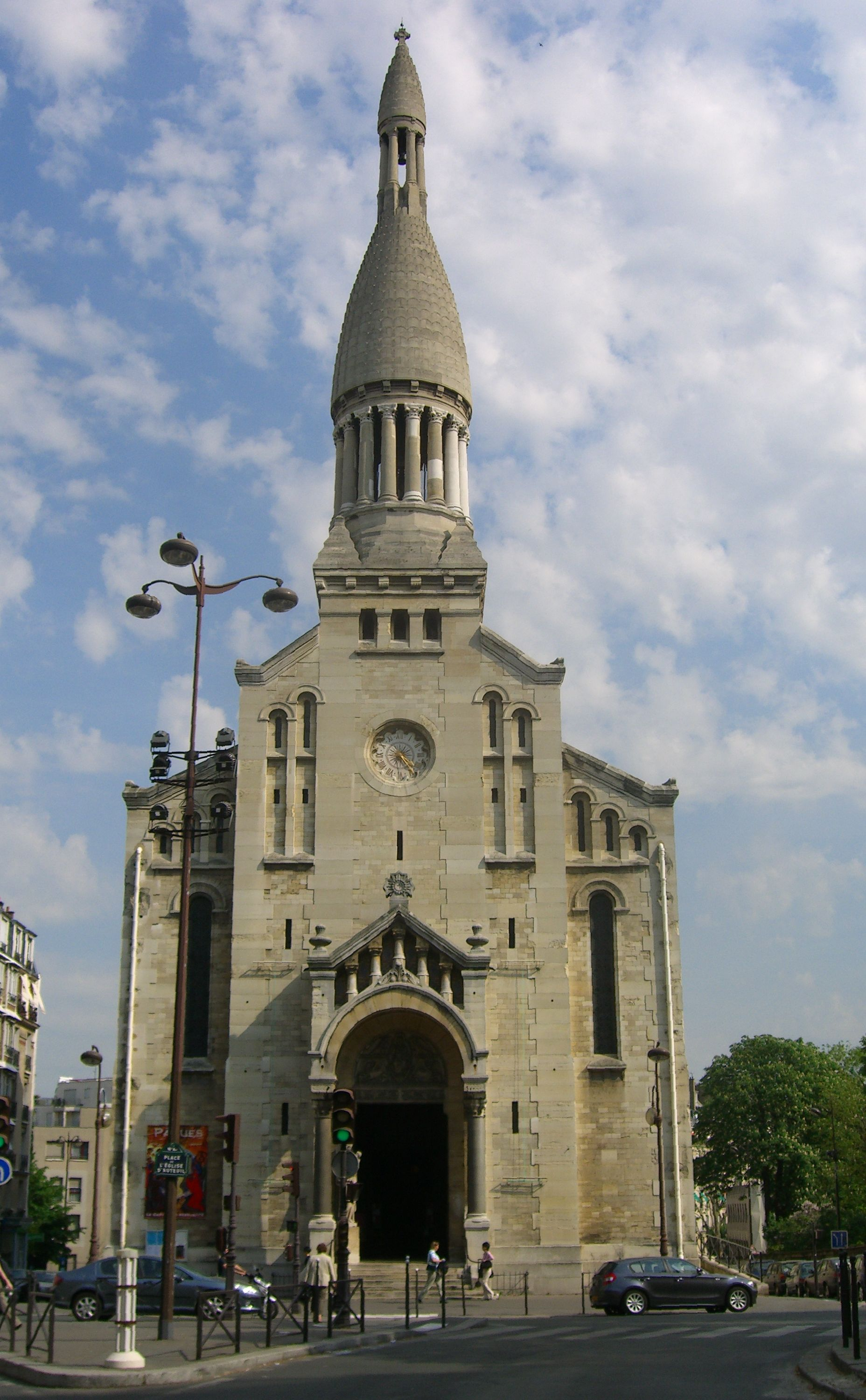
La facciata e il campanile

La chiesa sorge al centro del quartiere di Auteuil; essa è situata all'incrocio tra rue Wilhem e place de l'Église-d'Auteuil, che dall'edificio trae il proprio nome e al centro della quale si trova un obelisco in marmo rosso eretto nel 1753 in onore di Henri François d'Aguesseau.
La facciata, che prospetta sulla piazza, è rivolta verso nord-ovest e presenta una struttura a salienti, con un rialzo in corrispondenza della navata centrale. Il paramento murario in pietra di Clamart è movimentato nella parte superiore da slanciate arcate cieche a tutto sesto. Al centro si apre l'unico portale, preceduto da un protiro poggiante su due colonne corinzie, sotto il quale vi è una statua marmorea della Madonna col Bambino opera di Henri-Charles Maniglier (1882), posta originariamente sul trumeau, demolito nel 1940; dello stesso autore è il bassorilievo della lunetta, raffigurante Cristo in gloria entro una mandorla, tra i simboli degli Evangelisti (1880). Al di sopra del portale vi è il quadrante dell'orologio, mentre ai lati vi sono due alte monofore che danno luce alle navate laterali. La facciata termina in alto con la torre campanaria, collocata in posizione centrale, la cui sommità raggiunge un'altezza di 51 metri; la cella campanaria, a pianta circolare, è sormontata da una singolare copertura ogivale poggiante su colonne e coronata da una lanterna, che richiama la forma della tiara papale. Il campanile ospita un concerto di cinque campane, delle quali la più antica, denominata Marie e fusa nel 1565, proviene dalla chiesa precedente.
Le fiancate sono caratterizzate dalle pareti movimentate da contrafforti poco sporgenti e dalle monofore delle navate, del coro e dell'abside e dalle trifore del transetto, e caratterizzate dal basamento in pietra di Lérouville. Le pareti della navata laterale presentano un finto loggiato costituito da lesene che sostengono una trabeazione continua e che, nelle facciate del transetto e del coro, si sviluppa in una serie di arcate cieche a tutto sesto.

### Interno

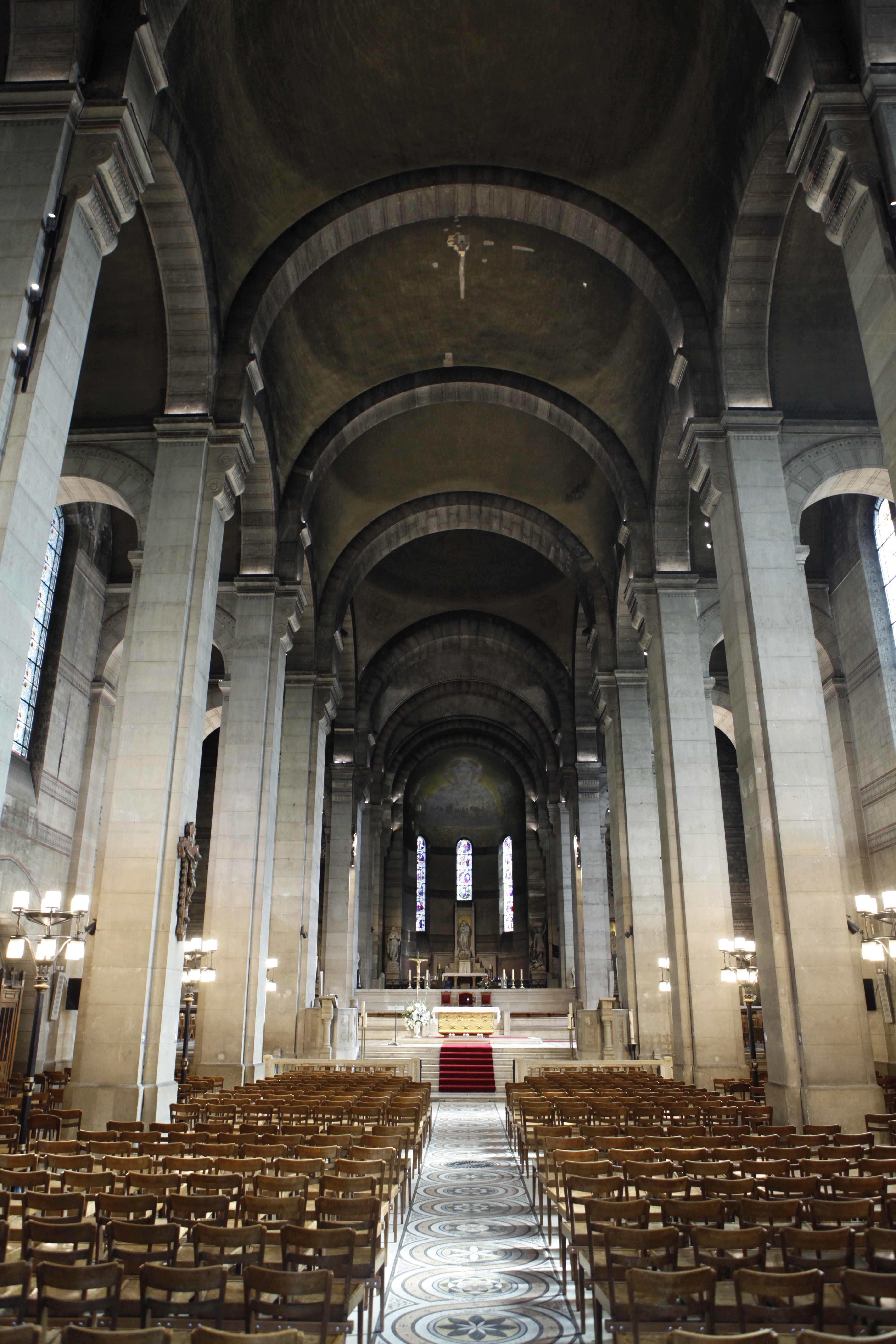
L'interno

La chiesa presenta una struttura a croce latina, con transetto poco sporgente e la navata centrale che, oltre la crociera, termina con un profondo coro con abside. Nella prima campata ai lati dell'ingresso si aprono due cappelle: quella di sinistra è dedicata alle anime del Purgatorio e ospita il monumento funebre di Pierre-Henri Lamazou, opera di Anatole Marquet Vasselot (1888). Il piedicroce si sviluppa in tre navate di quattro campate ciascuna, separate da pilastri a base cruciforme raccordati alle mura perimetrali (nei quali si aprono le grandi monofore che danno luce all'interno) tramite arcate a tutto sesto poste trasversalmente rispetto alle navatelle. La navata maggiore è coperta con volta a vela, mentre le due minori con volta a botte trasversale. La crociera presenta una copertura a cupola priva di tamburo e lanterna, non visibile dall'esterno.
Il transetto, come la crociera, è rialzato di alcuni gradini rispetto all'aula. Il braccio di destra è dedicato a san Giuseppe e, a ridosso della parete di fondo, entro l'ampia nicchia sottostante la trifora, trova luogo un gruppo scultoreo in bronzo dorato raffigurante San Giuseppe col Bambino tra due angeli; nel braccio di sinistra, in posizione speculare, vi è il Sacro Cuore di Gesù tra santa Margherita Maria Alacoque e l'arcivescovo di Parigi Joseph Hippolyte Guibert che offre il modello della basilica del Sacro Cuore di Parigi, coeva alla chiesa di Auteuil. Il presbiterio presenta nella parte anteriore due amboni e, al centro, il moderno altare maggiore con paliotto dorato decorato a sbalzo opera, come il crocifisso bronzeo, di Philippe Kaeppelin (anni 1970).

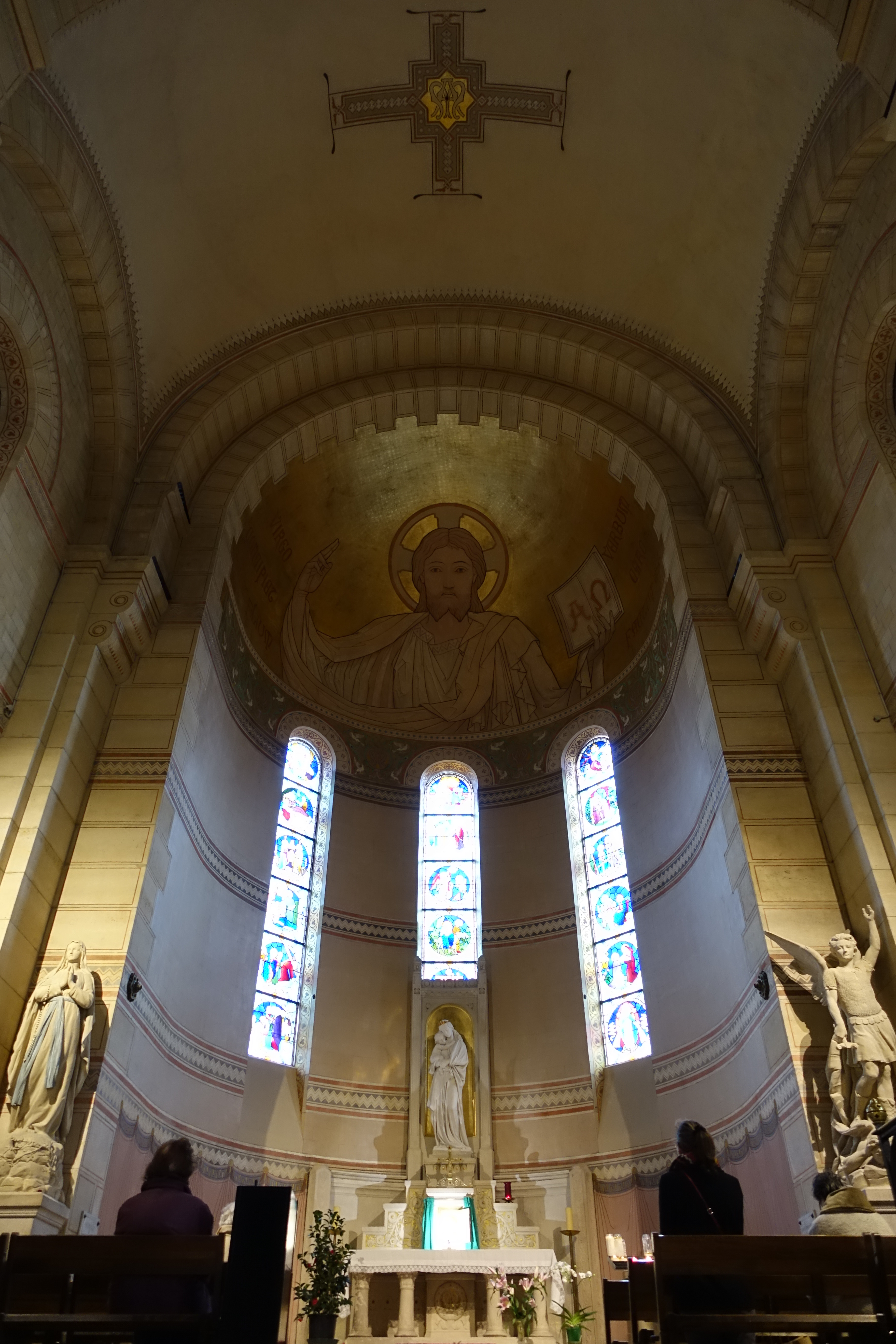
L'abside

Il coro si articola in due campate, con struttura analoga a quella del piedicroce; la seconda (priva di navate laterali) è rialzata per la presenza della sottostante cripta. A ridosso della parete di fondo di ciascuna delle due navate laterali vi è un altare, quello di sinistra dedicato a santa Genoveffa e quello di destra a san Pietro. L'abside semicircolare è introdotta dalle statue marmoree della Madonna di Lourdes (a sinistra) e dell'Arcangelo Michele (a destra) e ospita, al centro, un altare sormontato dalla statua della Madonna del Voto, di artista anonimo, realizzata in marmo nel 1919 in sostituzione della precedente in gesso in seguito ad un voto formulato alla fine del maggio 1918 dall'allora parroco Adrien Rivencq affinché la chiesa rimanesse illesa durante gli eventi bellici di quel periodo. Il catino absidale è affrescato con Cristo Pantocratore su fondo oro, di ispirazione bizantina.
Mentre le vetrate policrome delle navate e del transetto sono di Léon Avenet, quelle dell'abside furono realizzate dall'atelier Roussel; si tratta di tre slanciate monofore ad arco a tutto sesto all'interno delle quali, entro sezioni circolari, si sviluppano con andamento orizzontale da sinistra a destra e dall'alto verso il basso Scene della vita di Maria dalla sua nascita all'Assunzione in Cielo; fa eccezione la riga superiore dove sono raffigurati l'Incoronazione di Maria (al centro), Maria consolatrice degli afflitti (a sinistra) e Maria aiuto dei naviganti (a destra).
Fra le opere presenti nella chiesa vi sono una pala dipinta raffigurante la Messa di San Gregorio di scuola francese (XVI secolo) un busto raffigurante la Mater dolorosa, realizzato da Jean-Baptiste Carpeaux nel 1870, e una scultura in terracotta del XVII secolo raffigurante la Vergine Maria, presente nell'antica chiesa di Auteuil, attribuita a Henri Magnier.

### Organo a canne

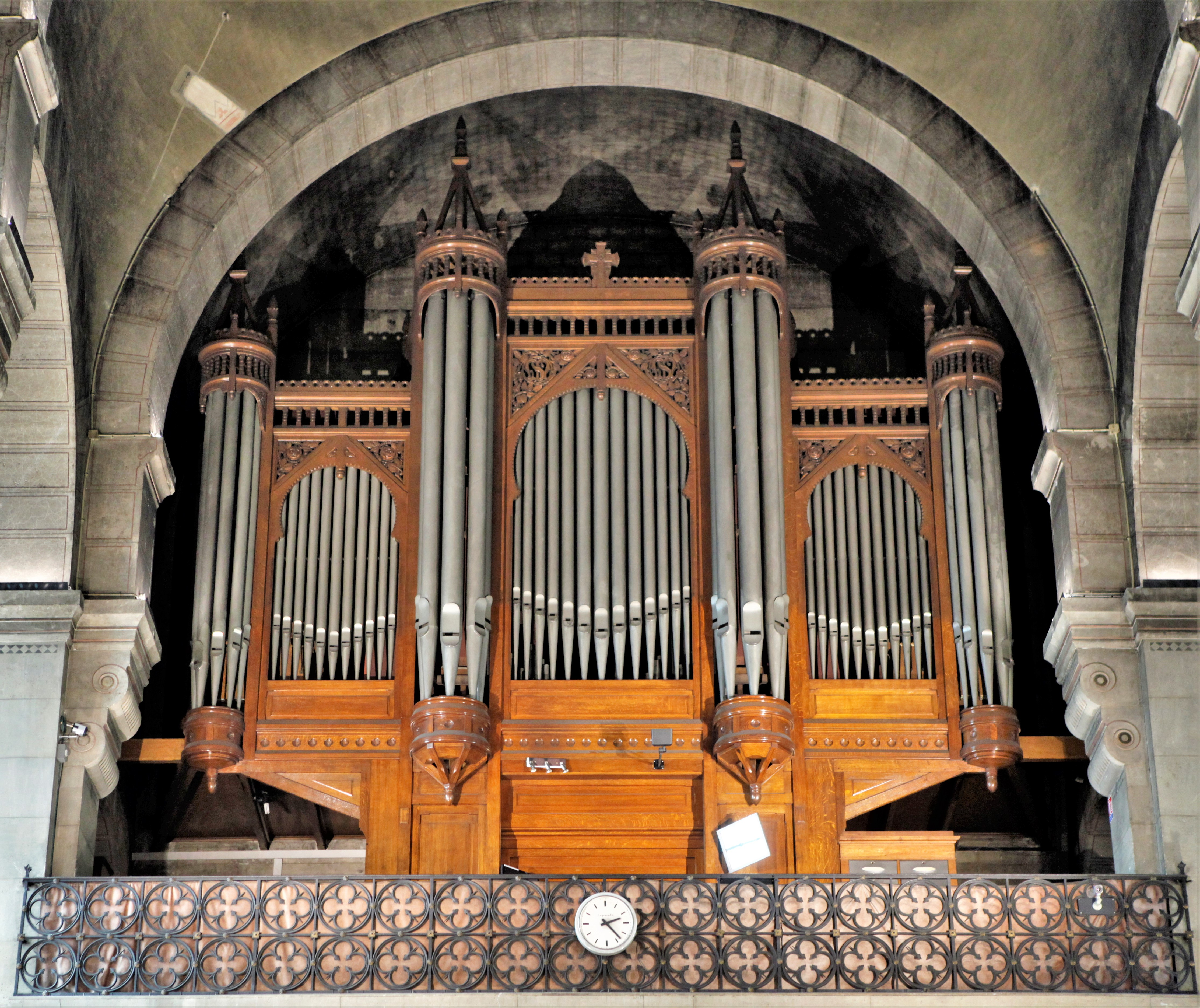
L'organo a canne

Sulla cantoria in controfacciata, sorretta da un'unica grande arcata a tutto sesto in pietra, trova luogo l'organo a canne Aristide Cavaillé-Coll opus 501, costruito nel 1884-1885 in sostituzione di uno precedente che era stato realizzato dallo stesso organaro nel 1877 per la chiesa ma che poi era stato destinato all'auditorium del Palais du Trocadéro in occasione dell'Esposizione universale del 1878.
Lo strumento, che originariamente aveva 32 registri su due manuali e pedale, venne ampliato dalla ditta Gloton-Debierre tra il 1936 e il 1938, che elettrificò la trasmissione, portò i registri a 53 e aggiunse una tastiera, pur mantenendo integro il nucleo e la sonorità originali. Nel 1983-84 l'organaro Jacques Barberis ha effettuato un intervento di restauro conservativo, finanziato dalla città di Parigi.
L'organo è racchiuso all'interno di una cassa lignea in stile eclettico, caratterizzata da elementi decorativi di derivazione neoromanica; la mostra, composta da canne di principale con bocche a scudo, si articola in tre campi intervallati a quattro tourelles a pianta semicircolare. La consolle è frutto del restauro degli anni 1930 ed è addossata al corpo d'organo; essa dispone di tre tastiere e pedaliera, con i registri, le unioni e gli accoppiamenti azionati da placchette a bilico, poste su più file ai lati e al di sopra dei manuali.

## Galleria d'immagini

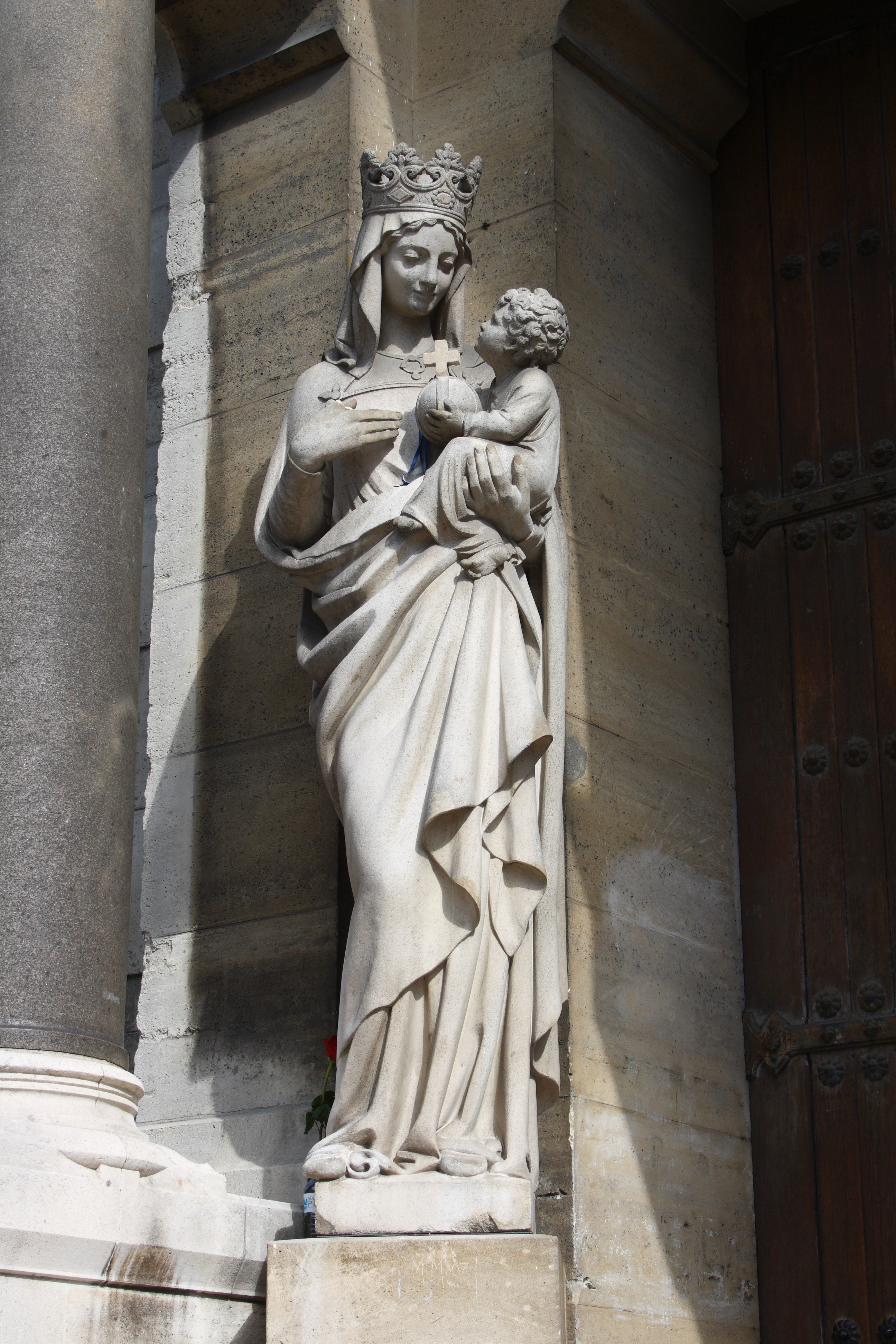
Madonna col Bambino di Henri-Charles Maniglier (1882)
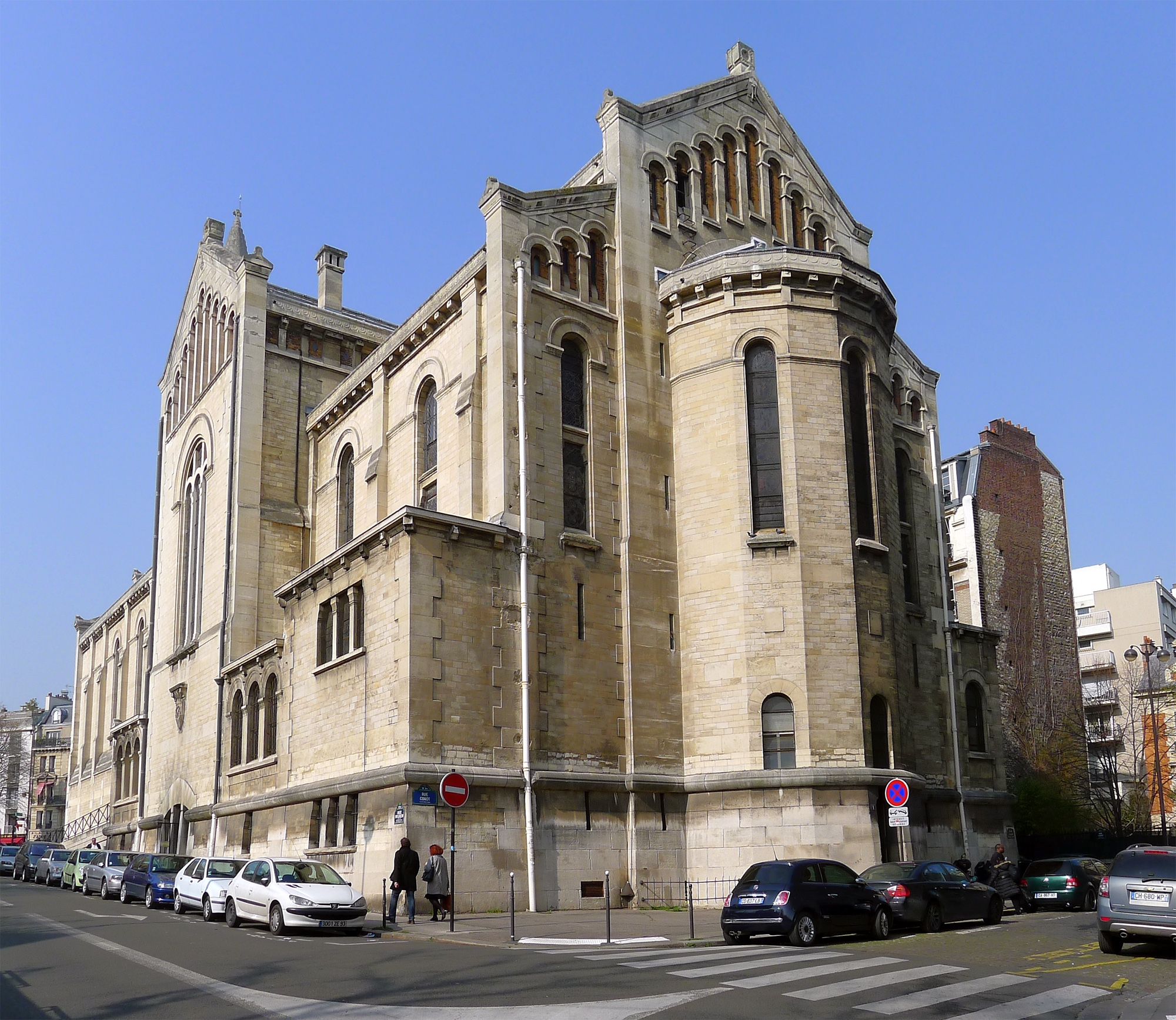
Esterno dell'abside e del transetto
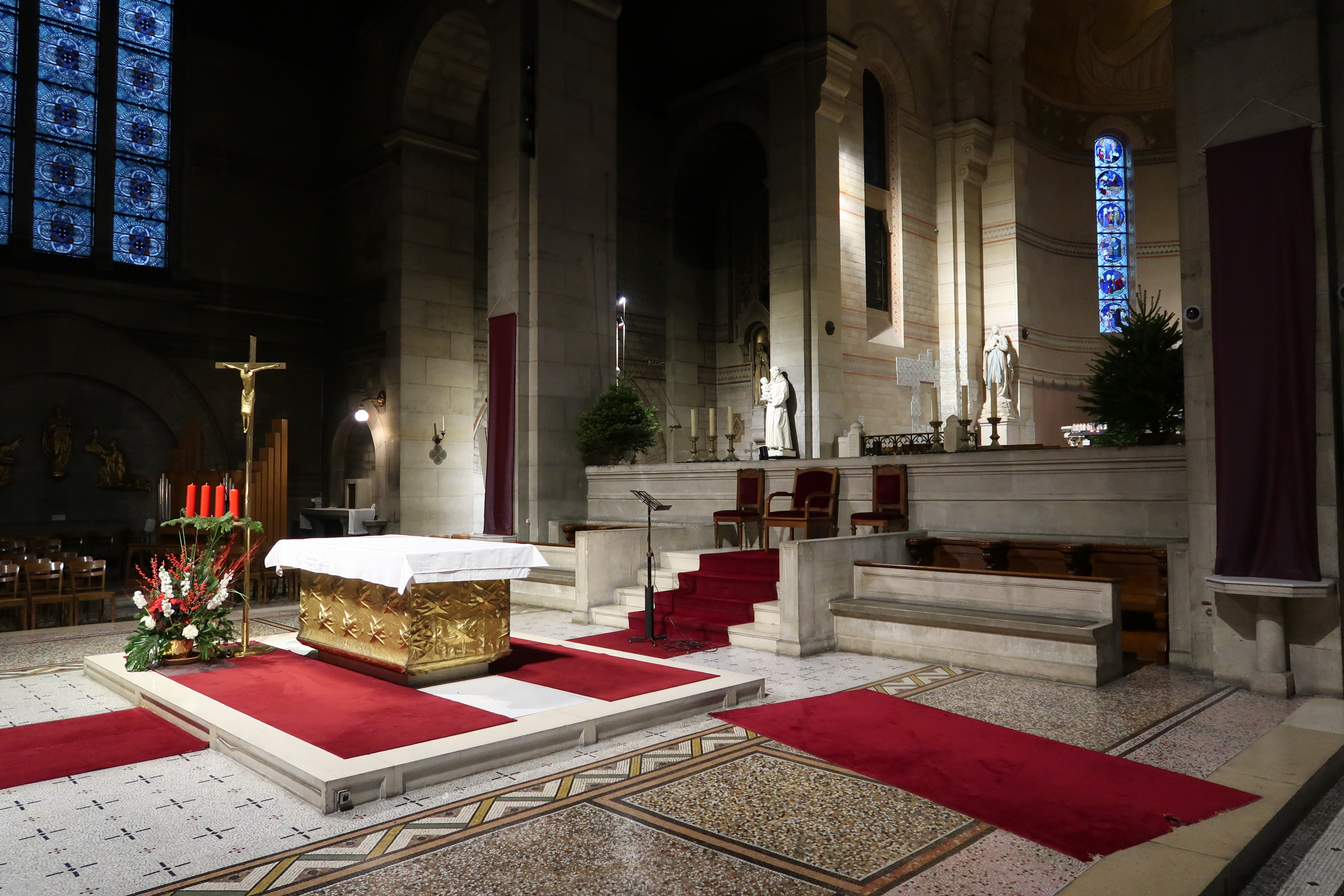
Il presbiterio
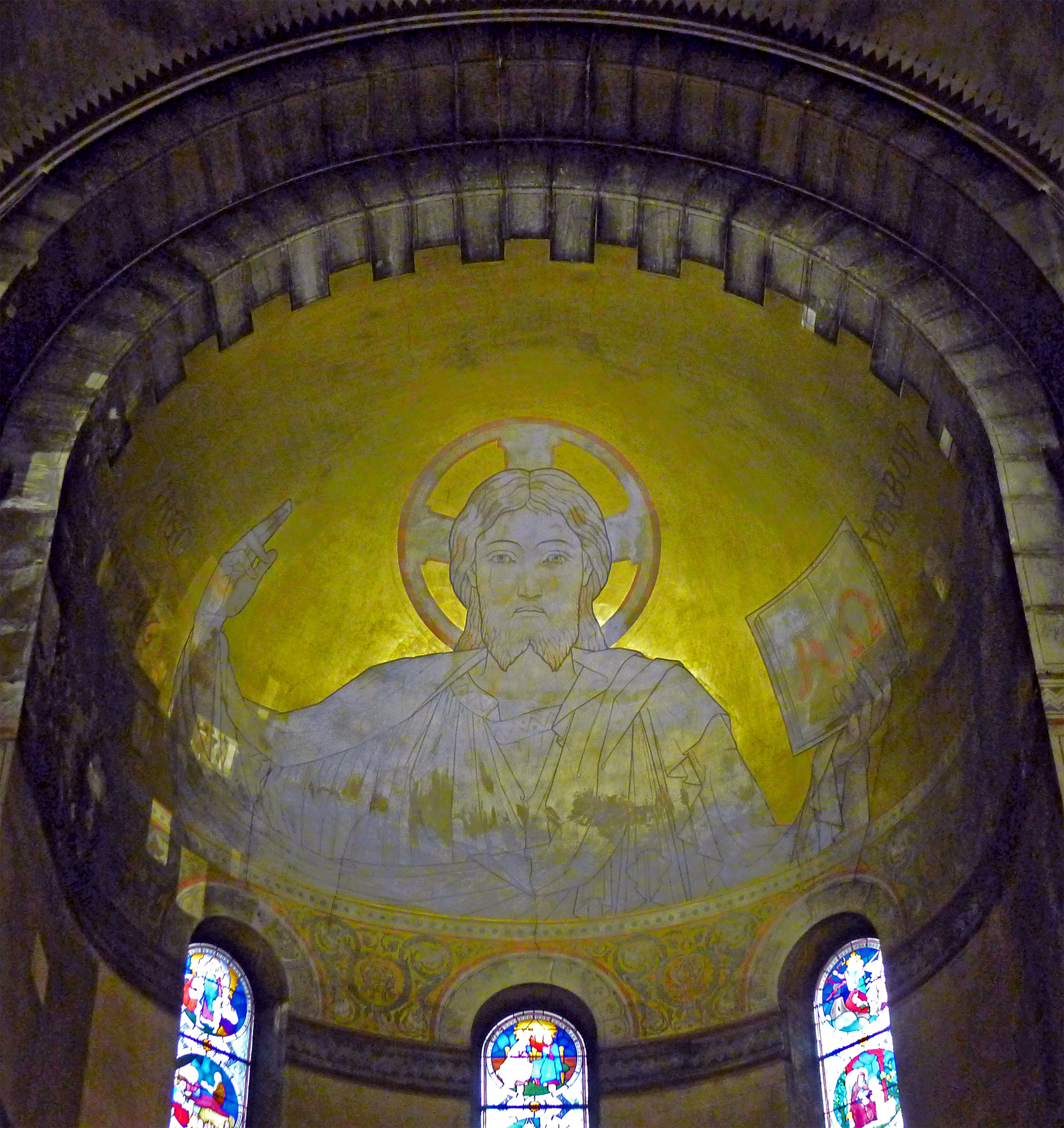
Cristo Pantocratore nel catino absidale
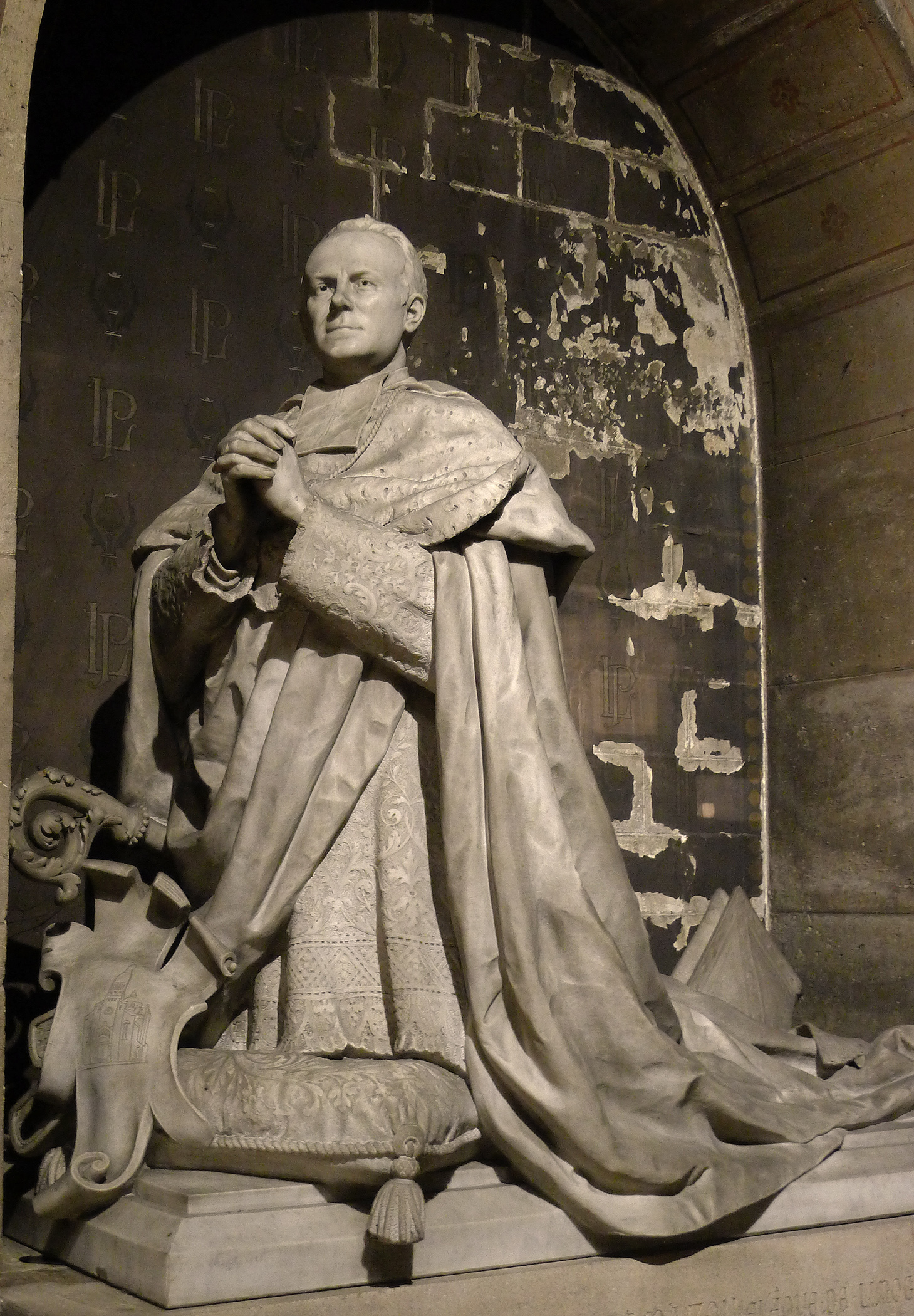
Monumento funebre di Pierre-Henri Lamazou di Anatole Marquet Vasselot (1888)
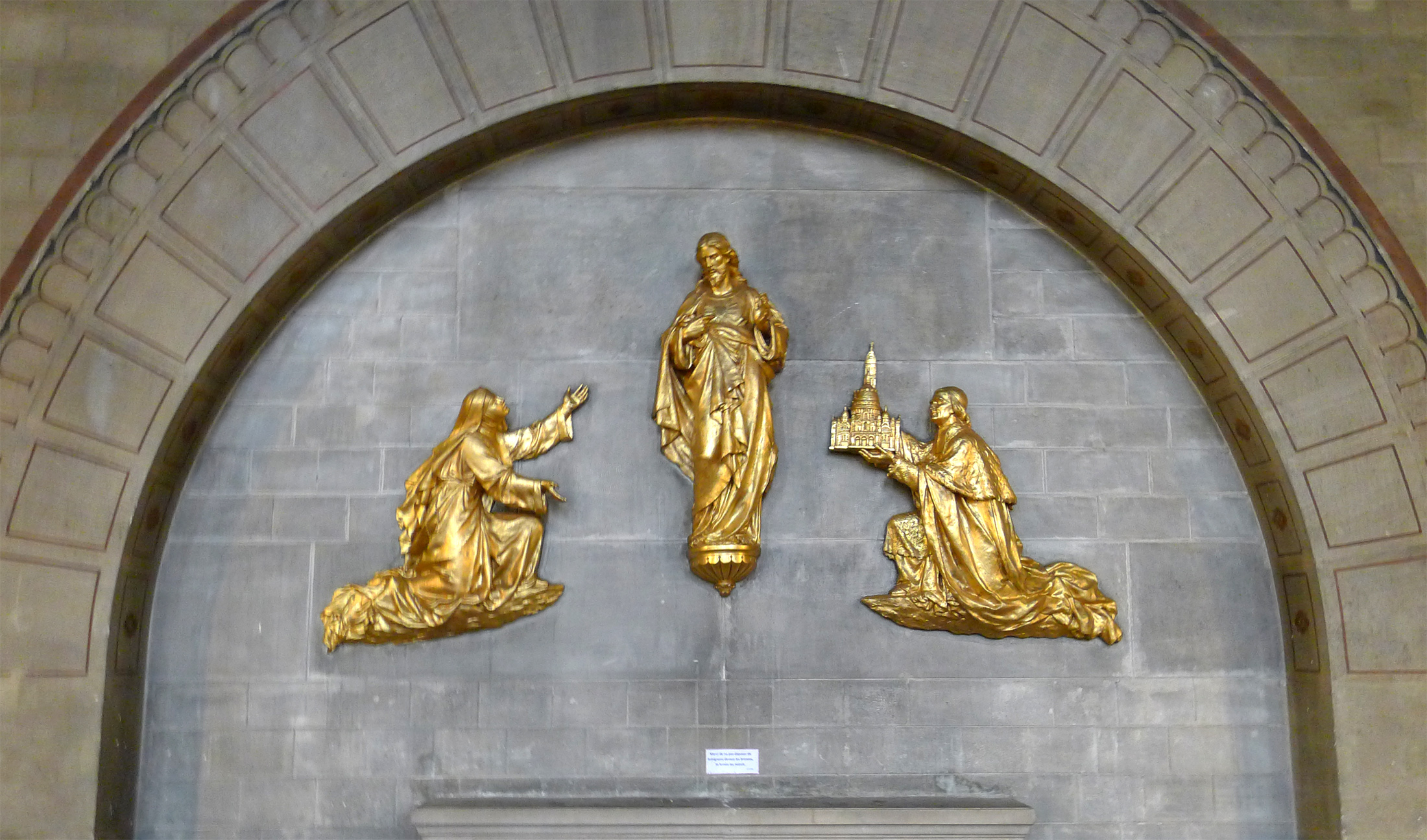
Gruppo scultoreo del Sacro Cuore